# Ingeborg Norell
Ingeborg Katarina Norell, född Stenborg, 1727, tydligen i Borgå, var en finländsk hantverkarhustru. Hon var den första kvinna i Finland som blivit tilldelad en medalj för att ha räddat ett liv. 
Norellis far ska ha varit Hans Stenborg, en sadelmakare från Borgå. Hon gifte sig 1764 med guldsmeden Carl Gustaf Norell, tidigare Norelius (1738–1782), med vilken hon fick tre barn. Paret Norell bodde först i Borgå och sedan i Fredrikshamn till 1768. Efter makens död 1782 reste Norell till Pojo, men hennes vidare liv är okänt.
Den 8 april 1780 inträffade en olycka i byn Tenhola i Germundi, då en tvåårig flicka föll i en brunn och troddes ha drunknat. 53-åriga Norell råkade vara där. Hon hade läst en almanacka utgiven av föregångaren till Collegium medicum, det vill säga läkarnämnden, som innehöll livräddande instruktioner. Norell började blåsa och massera barnet, vilket fortsatte i mer än en timme med andra närvarande, så att flickan slutligen återfick medvetandet, och återhämtade sig helt från olyckan. Två år senare, 1782, föreslog Anders de Bruce Norell Kungliga Patriotiska Sällskapets pris för att ha räddat ett människoliv. Året därpå tilldelades hon ett penningpris.